# Big Baby
Big Baby è una serie a fumetti di genere horror-soprannaturale di Charles Burns. Il primo capitolo ha esordito sulla rivista di autori indipendenti RAW nel numero del marzo 1983;  i capitoli successivi sono stati pubblicati nel corso degli anni Ottanta sulla stessa testata, ad eccezione dell'ultimo, Il club del sangue, uscito per l'editore Kitchen Sink Press come volume unico nel dicembre del 1992. Nel 2014 l'editore italiano Coconino Press ha distribuito la raccolta dei racconti di Burns in Italia.

## Trama

### Big Baby
Tony Delmonto è un ragazzino dal viso di neonato, un Big baby. Eppure, a dispetto delle apparenze, è attratto dalla violenza e dall'horror. Quando gioca non risparmia ai suoi giocattoli trame violente e punizioni sadiche.

### La maledizione degli uomini talpa
Quando Tony chiede al vicino perché scava in giardino assieme ad alcuni operai, gli viene risposto che sottoterra si trova il tesoro di un mostro. Il giovane si offre di aiutare, ma, gli uomini, infastiditi, lo scacciano in malo modo. Quando durante la notte Big Baby osserva dalla finestra della sua camera il giardino, si accorge che dal fango sbuca una creatura mostruosa, che trascina nelle profondità della terra un uomo. Pur convinto di avere assistito all'apparizione di un mostruoso e malvagio uomo-talpa, Tony decide di esplorare il giardino nelle notti seguenti. Durante le sue indagini sprofonda nel terriccio morbido e si ritrova in un dedalo di gallerie sotterranee; un uomo rinchiuso in una cella gli racconta che gli uomini vengono rapiti da quelle creature mostruose perché queste possano accoppiarsi con loro. Poi, fattosi prestare un coltellino svizzero, il prigioniero affronta una delle creature. Big Baby coglie l'occasione per fuggire. In superficie viene coinvolto in un incidente che causa la morte del vicino, cui la moglie spara credendolo un ladro. Il giorno seguente la vedova ordina di interrare la piscina da poco scavata; durante i lavori Big Baby riesce a recuperare la propaggine mostruosa che il prigioniero era riuscito a mozzare all'uomo-talpa.

### Morbo adolescenziale
Una sera Tony è solo in casa con la babysitter Joyce, il fumetto horror letto poco prima influenza ancora molto la mente del ragazzino, che perciò vede nella giovane incaricata di prendersi cura di lui una pericolosa umana contagiata dal morbo dell'alieno Kaballa-Bonga. Quando si presenta a casa il ragazzo della babysitter, Tony interrompe le effusioni amorose della coppietta per avvisare il nuovo arrivato della pericolosità del morbo. A scuola parla con Sam, compagno di classe e fratello di Joyce, e i due decidono di frugare nella stanza della ragazza in cerca di prove. La loro ricerca viene interrotta dall'arrivo della sorella di Sam, che fa in fretta e furia le valigie ed esce velocemente di casa. Poco dopo si presenta in casa un uomo avvolto da una tuta anti-contaminazione, alla ricerca di Joyce e del suo ragazzo. I due, nel frattempo, stanno tentando di fuggire in macchina, quando un nuovo malore del giovane porta l'auto fuori strada. È allora che il ragazzo confessa di avere contratto un pericoloso morbo adolescenziale dopo aver fatto del sesso con una partner occasionale. Raggiunti dall'uomo in tuta, i due vengono portati con la forza in ospedale; quando Tony legge sul giornale del misterioso morbo, non può che trovare nell'articolo la conferma di aver incontrato delle vittime di Kaballa-Bonga.

### Il club del sangue
Big Baby e il suo amico Sam vanno in campeggio estivo sul lago Lakootie. Al campo i frequentatori veterani della struttura costringono i nuovi arrivati a sottoporsi ad una prova di iniziazione, per farli entrare di diritto nella confraternita del Club di sangue. Big Baby e Sam superano la prova. Qualche tempo dopo alcuni membri del club cercano di raggiungere il campeggio delle ragazze, ma vengono scorti da alcuni responsabili e dunque costretti alla fuga. Nei giorni seguenti tutti i ragazzi vengono interrogati e Big Baby finisce per rivelare i nomi dei colpevoli. Per punirlo, i suoi confratelli lo costringono a fare un'escursione sull'isola in mezzo al lago, che si racconta essere abitata dal fantasma di un ragazzo deceduto anni prima. Big Baby raggiunge l'isola e vi incontra lo spettro impaurito di Ricky Bellows; questi gli racconta la verità sulla sua morte e Tony scopre che il vero responsabile è Rory, il direttore del campeggio maschile. Ricky non trova riposo da quando è morto in modo violento e per questo chiede a Big Baby di raccontare a tutti la verità, affinché egli possa trovare pace. Ritornato al campeggio e dopo aver affrontato Rory, Tony chiama la polizia. Il giorno dopo lui, Rory e il teschio di Ricky sono sulla prima pagina dei giornali.